# ساوینا یاناتو
ساوینا یاناتو (انگلیسی: Savina Yannatou؛ زادهٔ ۱۶ مارس ۱۹۵۹) خواننده و آهنگساز اهل یونان است.